# Sirod
Sirod là một thị trấn trong vùng hành chính Franche-Comté, thuộc tỉnh (département) Jura, quận (arrondissement) Lons-le-Saunier, tổng Champagnole. Tọa độ địa lý của xã là 46° 43' vĩ độ bắc, 05° 59' kinh độ đông. Sirod nằm trên độ cao trung bình là 620 m trên mực nước biển, có điểm thấp nhất là 560 m và điểm cao nhất là 890 m. Xã có diện tích 16,20 km², dân số vào thời điểm 2006 là 550 người; mật độ dân số là 34 người/km².

## Thông tin nhân khẩu
| 1962 | 1968 | 1975 | 1982 | 1990 | 1999 |
| ---- | ---- | ---- | ---- | ---- | ---- |
| 445  | 488  | 518  | 574  | 539  | 528  |

## Địa điểm tham quan
Nhà thờ giáo khu, được xây trong thế kỉ thứ 12 và được cải tạo nhiều lần trong thế kỉ thứ 16. Nhà thờ Notre-Dame du Pont được xây năm 1842. Gần nhà thờ là lâu đài Montrichard (Château de Montrichard), nguyên thủy được xây trong thế kỉ thứ 14 và được cải tạo trong thế kỉ thứ 16 theo phong cách Phục Hưng.